# 愛知運輸支局

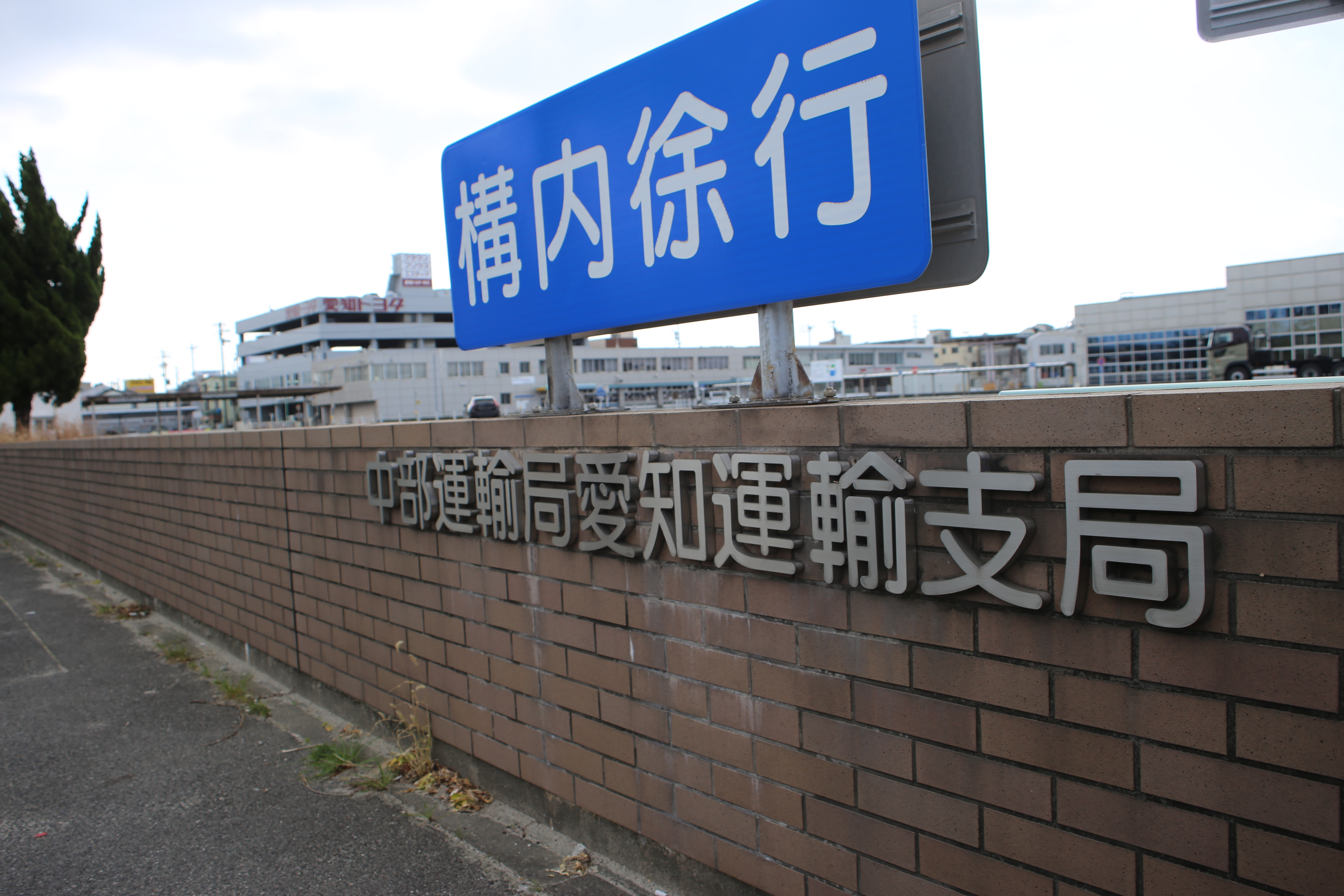
愛知運輸支局本庁舎

愛知運輸支局（あいちうんゆしきょく）は国土交通省の地方支分部局である運輸支局のひとつ。

## 概要
中部運輸局管内。本庁の他、3箇所の自動車検査登録事務所を有する。
本庁舎には自動車運送事業の許認可の窓口である旅客・監査課及び貨物・監査課があるのが特徴。また、自動車の登録台数が日本一多いのも特徴である。
平仮名の書体について、2004年（平成16年）12月以前は全国と異なる書体「中部書体」が採用されていたが、2005年（平成17年）1月以降は全国共通の書体「小松書体」が採用されている。
出先機関を含めて陸運部門のみを扱っており、海事部門は中部運輸局の直轄区域となる。
2018年（平成30年）1月18日から、アルファベットの入った車のナンバープレートが交付される。

## 所在地

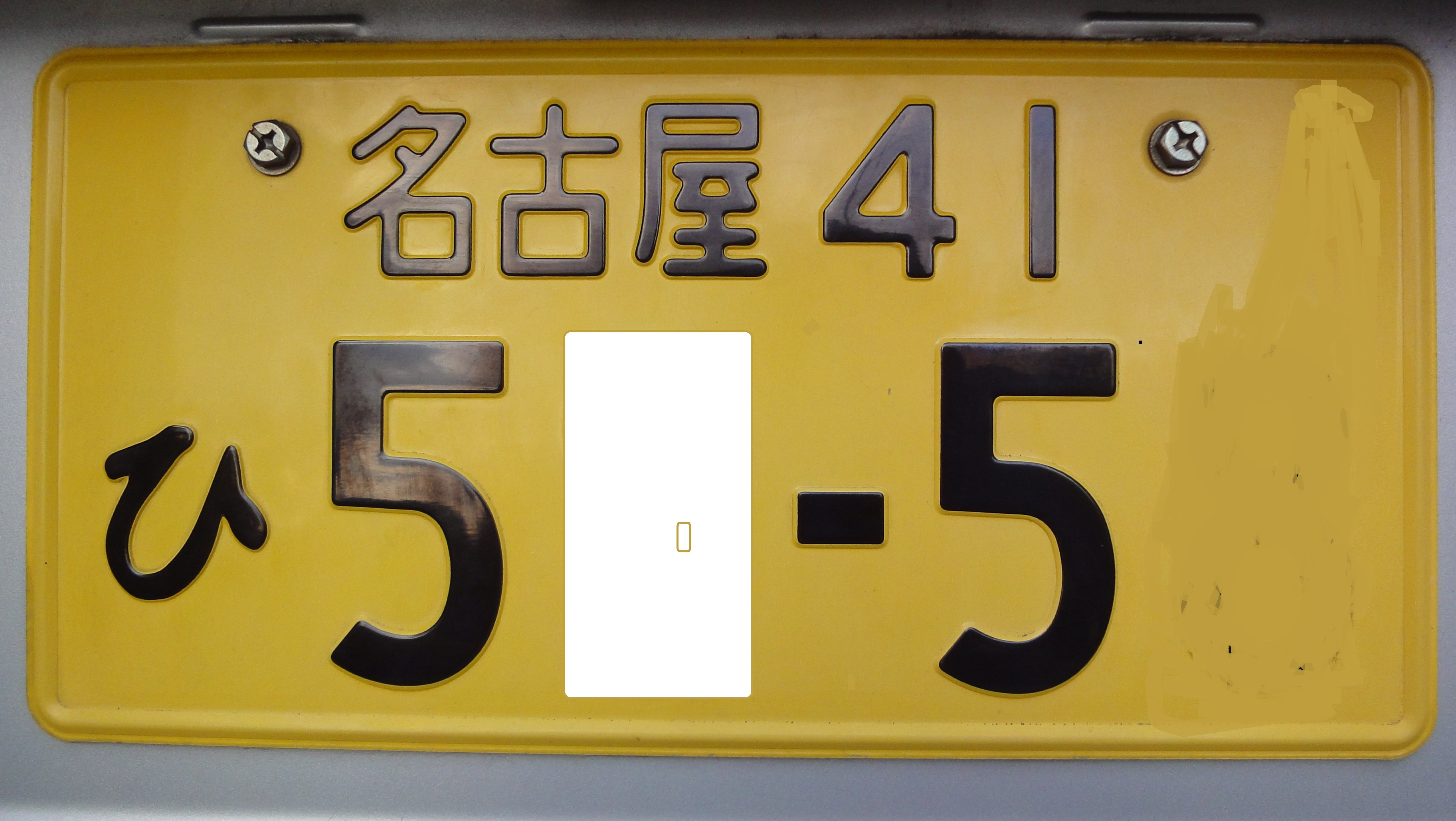
ここで発行されるナンバープレート

- 愛知運輸支局本庁舎 ： 愛知県名古屋市中川区北江町1丁目1-2
  - 名古屋臨海高速鉄道あおなみ線 中島駅から徒歩で約10分。
  - 名古屋市営バス・三重交通バス 中野新町バス停下車、徒歩で約3分。
- 西三河自動車検査登録事務所 ： 愛知県豊田市若林西町西葉山46
  - 名鉄三河線 若林駅から徒歩で約20分。
- 小牧自動車検査登録事務所 ： 愛知県小牧市新小木3丁目32
  - 名鉄犬山線 岩倉駅から名鉄バス小牧方面行き 小木口バス停下車、徒歩で約3分。
- 豊橋自動車検査登録事務所 ： 愛知県豊橋市神野新田町字京ノ割20番3
  - JR東海道本線・名鉄名古屋本線 豊橋駅から豊鉄バス 車検場入口バス停下車、徒歩で約1分。

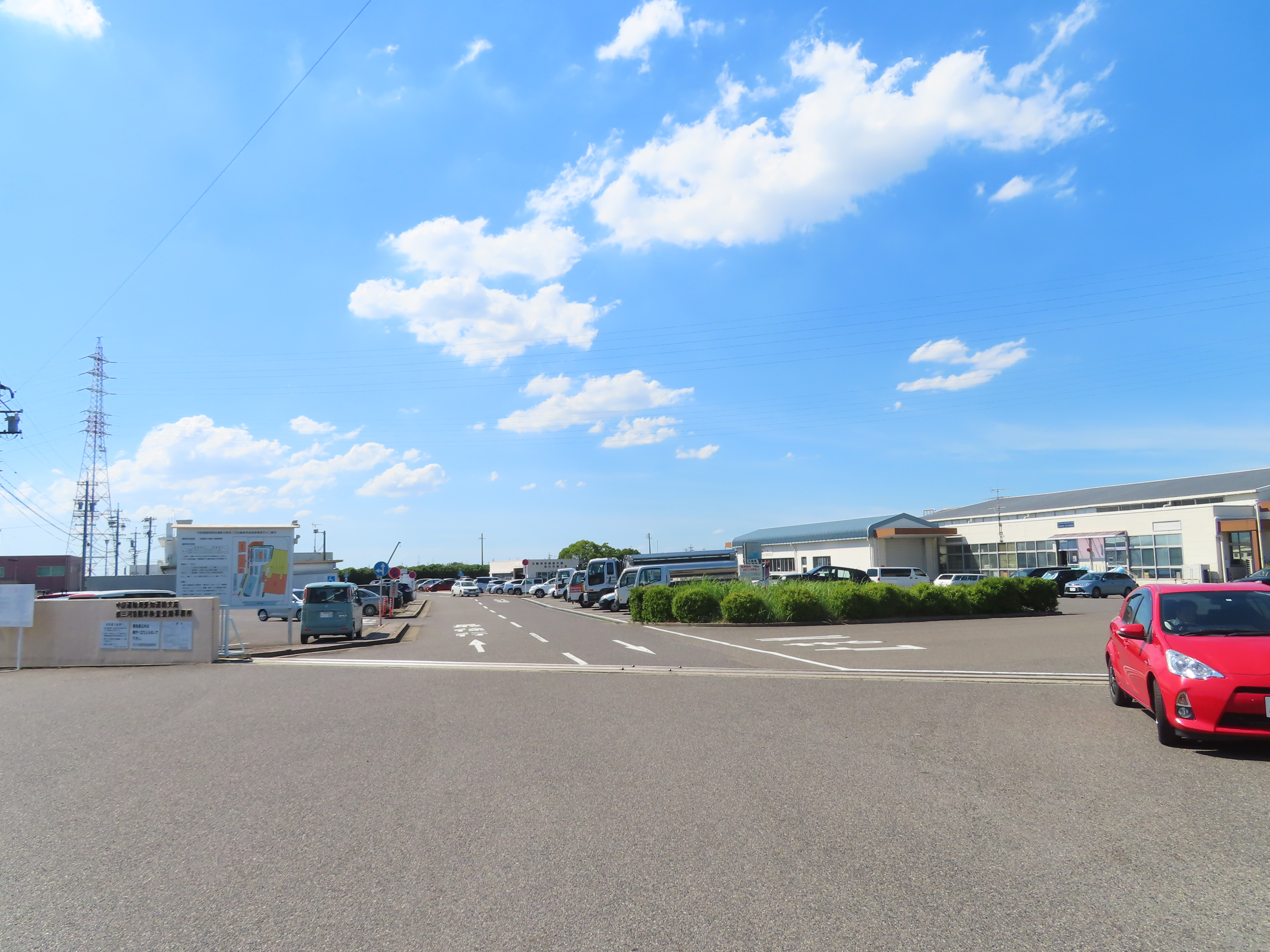
西三河自動車検査登録事務所
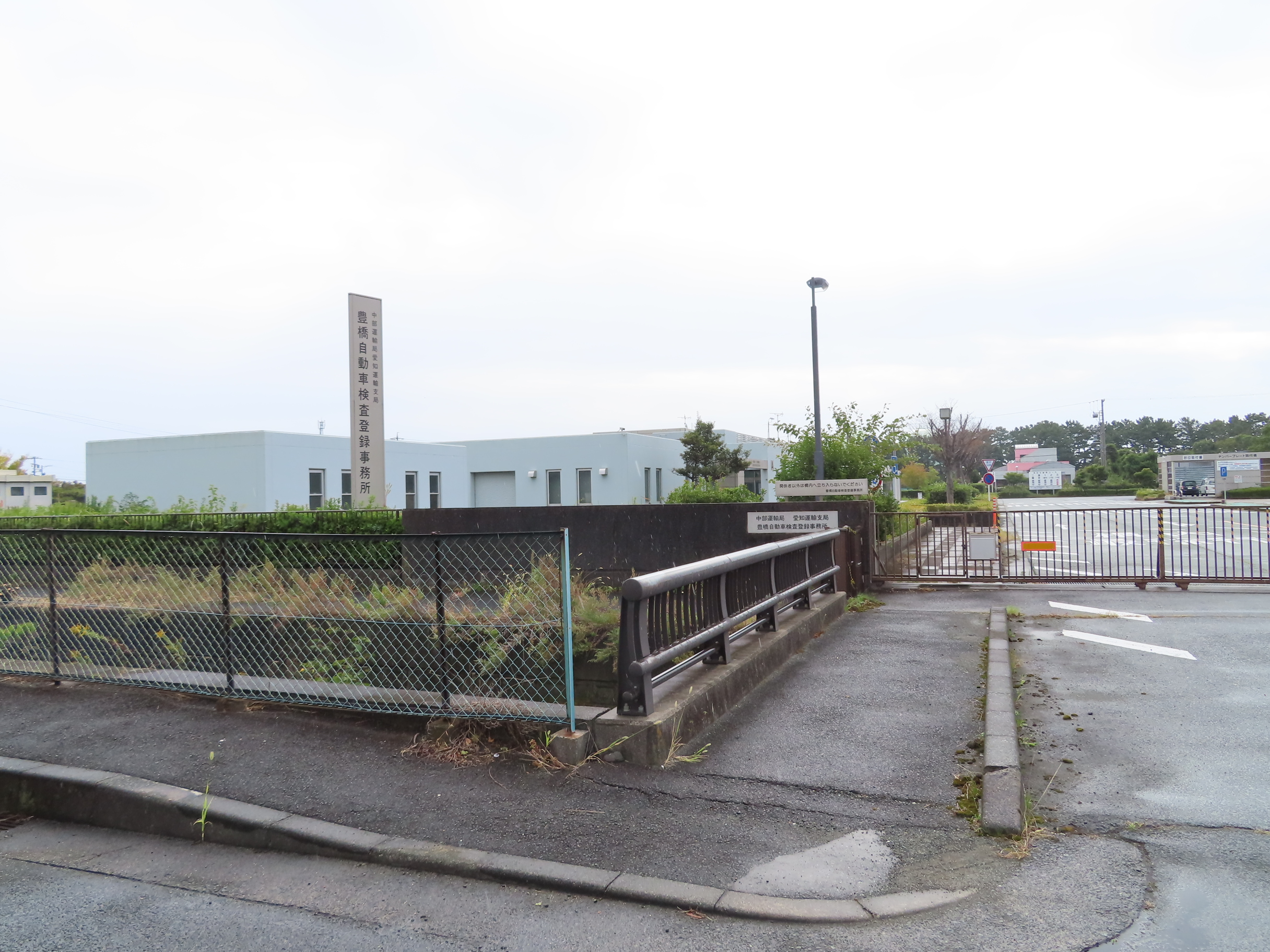
豊橋自動車検査登録事務所
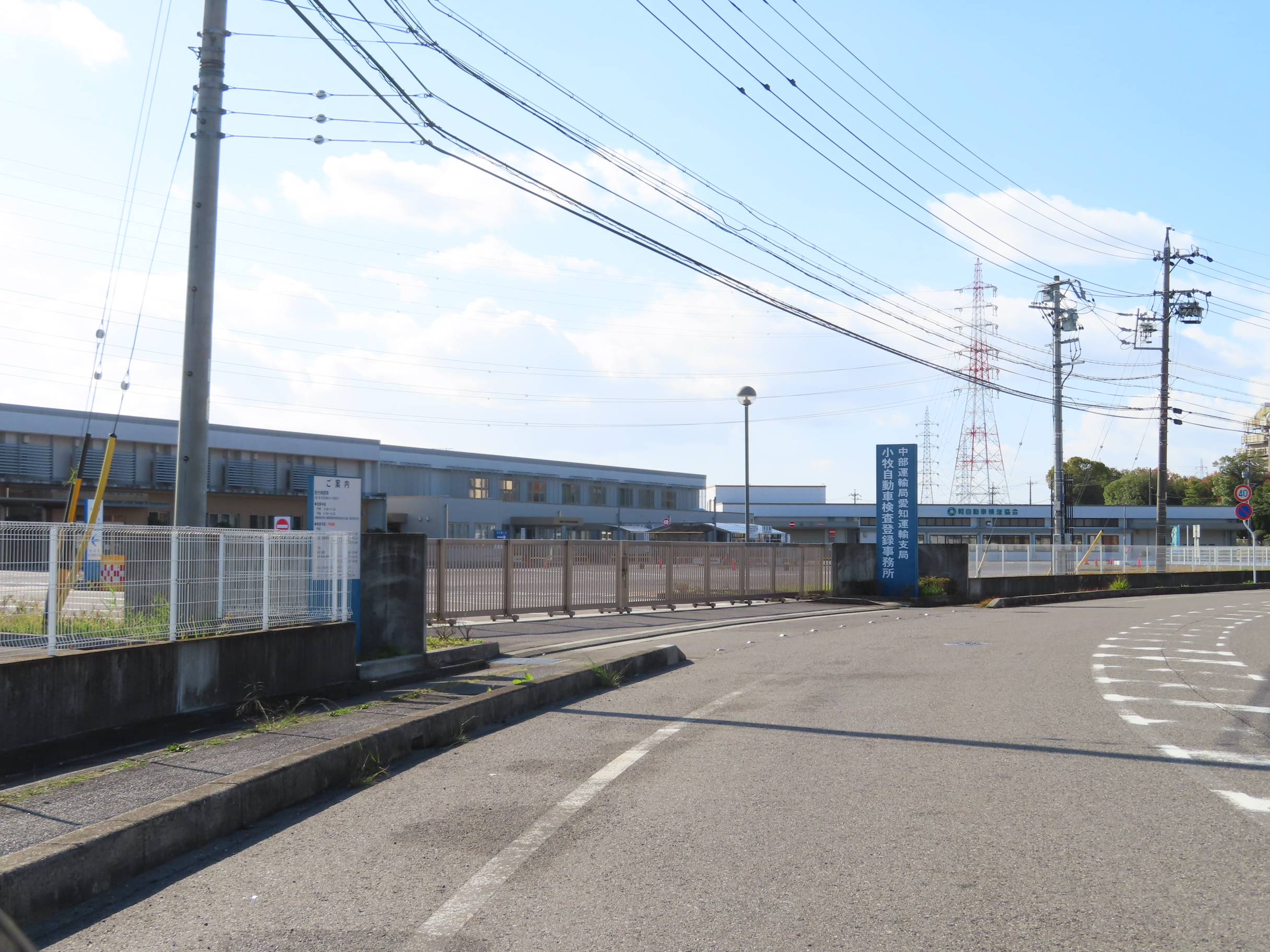
小牧自動車検査登録事務所

## 管轄区域

### 愛知運輸支局本庁舎
- 愛知県尾張地方南部（名古屋市、半田市、津島市、常滑市、東海市、大府市、知多市、豊明市、日進市、愛西市、弥富市、あま市、長久手市、愛知郡、海部郡、知多郡）
  - ここで交付されるナンバープレートは「名古屋」ナンバーになる。1964年の「名古屋」「三河」分割までは愛知県全域を対象に「愛」ナンバーを交付していた。名古屋ナンバーについては名古屋市#ナンバープレートを参照。

### 西三河自動車検査登録事務所
- 愛知県西三河地方（岡崎市、碧南市、刈谷市、安城市、西尾市、豊田市、知立市、高浜市、みよし市、額田郡）
  - ここで交付されるナンバープレートは「三河」ナンバー、「豊田」ナンバー（ご当地ナンバー、豊田市）、「岡崎」ナンバー（ご当地ナンバー、岡崎市・額田郡幸田町）になる。

### 小牧自動車検査登録事務所
- 愛知県尾張地方北部（一宮市、瀬戸市、春日井市、犬山市、江南市、小牧市、稲沢市、岩倉市、尾張旭市、丹羽郡、清須市、北名古屋市、西春日井郡）
  - ここで交付されるナンバープレートは「尾張小牧」ナンバー、「一宮」ナンバー（ご当地ナンバー、一宮市）、「春日井」ナンバー（ご当地ナンバー、春日井市）になる。

### 豊橋自動車検査登録事務所
- 愛知県東三河地方（蒲郡市、新城市、田原市、豊川市、豊橋市、北設楽郡[注釈 1]）
  - ここで交付されるナンバープレートは「豊橋」ナンバーになる。

## 備考
小牧自動車検査登録事務所で交付されるナンバーは本来であれば設置場所の小牧市による「小牧」ナンバーとなるはずであるが、尾張代表を自認する一宮市や春日井市等の他市が猛反発したため、運輸省（当時）の仲介による妥協の結果「尾張小牧」ナンバーとなった。以来、2020年5月に伊勢志摩ナンバーが誕生するまで、長らく日本の自動車用ナンバープレートで唯一の4文字の地域名表示であった。
なお、のちに、一宮市・春日井市を使用の本拠とする車両にはご当地ナンバーとしてそれぞれ「一宮」ナンバー・「春日井」ナンバーが交付されるようになった。
ダンプカーの荷台における表示番号は「尾張小牧」「一宮」「春日井」ナンバー地域では「小牧」、「三河」「豊田」「岡崎」ナンバー地域では「西三」となっている。